# Tipula (Acutipula) vanstraeleni
Tipula (Acutipula) vanstraeleni is een tweevleugelige uit de familie langpootmuggen (Tipulidae). De soort komt voor in het Afrotropisch gebied.